# Stiklur
Stiklur è il secondo album in studio del gruppo folk Danese, Krauka.

## Tracce
1. Ymer – 2:26
2. Vinterblot – 2:45
3. Hrapnerdans – 3:01
4. Stiklur – 1:27
5. Lyredansen – 2:12
6. Olav Liljeros – 3:04
7. Pitlan – 2:16
8. Solstødur – 3:49
9. Lydia – 1:25
10. Springdans – 2:04
11. Jomsvikingerne – 2:45
12. Klaus Haj – 1:34
13. Højt På En Gren – 1:59
14. Norden For Tronhjem – 4:22
15. Jeg Drøomte Mig – 3:24
16. To Viser – 1:37

## Formazione
- Aksel Striim - lira, ciaramella, flauti, voce
- Gudjon Rudolf - voce, scacciapensieri, percussioni
- Jens Villy Pedersen - lira, percussioni, flauti, voce
- Søren Zederkof - basso